# Maesycwmmer
Maesycwmmer (en anglais) ou Maesycwmwr (en gallois) est une communauté du borough de comté de Caerphilly, au pays de Galles.
Au recensement de 2011, elle comptait 2 242 habitants.